# Hút thuốc lá

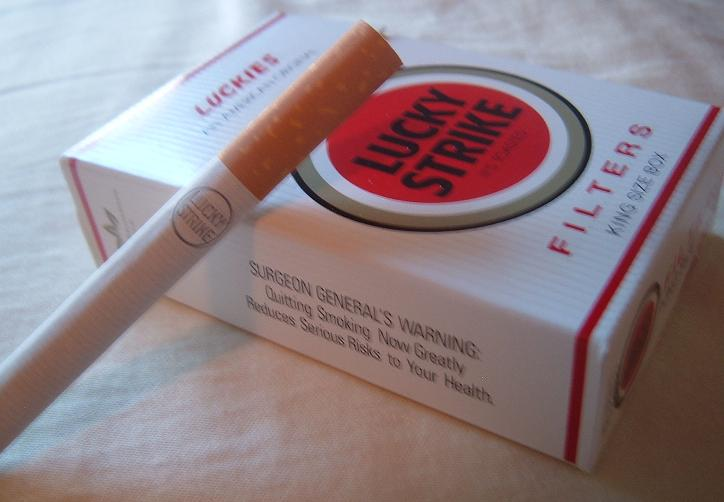
Gói thuốc lá Lucky strike

Hút thuốc lá là thói quen hút thuốc lá và hít khói thuốc lá (bao gồm các pha hạt và khí). (Một định nghĩa rộng hơn có thể bao gồm chỉ đơn giản là hút khói thuốc lá vào miệng, và sau đó thở ra, như được thực hiện bởi một số người với tẩu thuốc lá và xì gà.) Việc hút thuốc lá được cho là đã bắt đầu sớm từ 5000-3000 TCN ở Trung Mỹ và Nam Mỹ. Thuốc lá được giới thiệu đến châu Á-Âu vào cuối thế kỷ 17 do thực dân châu Âu, và thuốc lá được vận chuyển theo các tuyến thương mại chung. Việc hút thuốc lá đã gặp phải sự chỉ trích từ lần nhập khẩu đầu tiên vào thế giới phương Tây trở đi nhưng nó đã hòa nhập vào một số tầng lớp xã hội trước khi trở nên phổ biến với việc giới thiệu đại trà máy quấn thuốc lá tự động.

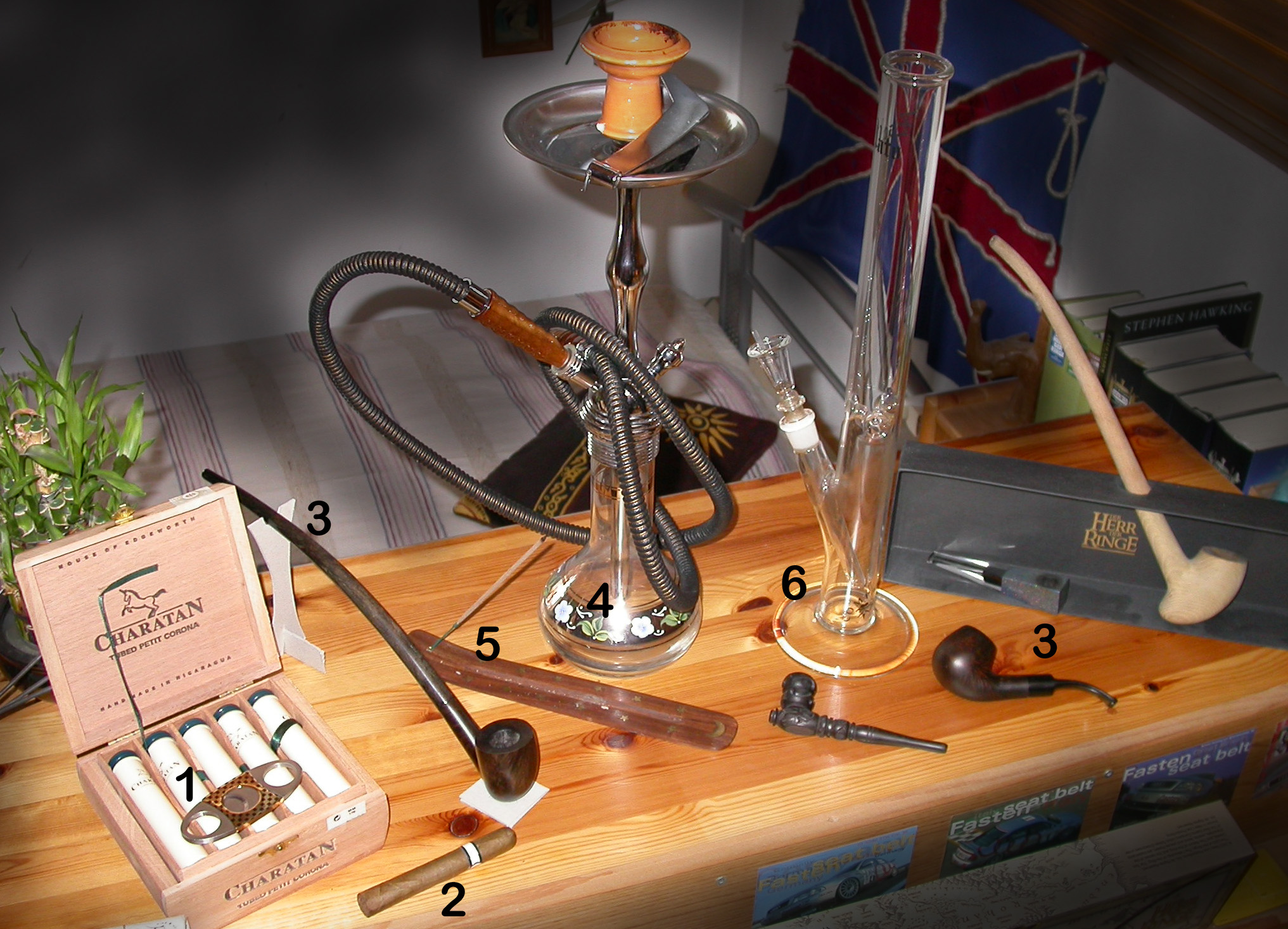
1 – hộp đựng xì gà;
2 – xì gà;
3 – các loại ống điếu khác nhau;
4 – Shisha (ống điếu nước);
5 – que hương;
6 – Boong

Các nhà khoa học Đức đã xác định mối liên hệ giữa hút thuốc và ung thư phổi vào cuối những năm 1920, dẫn đến chiến dịch chống hút thuốc đầu tiên trong lịch sử hiện đại, mặc dù đã bị cắt ngắn bởi sự sụp đổ của Đức Quốc xã vào cuối Thế chiến II. Năm 1950, các nhà nghiên cứu Anh đã chứng minh mối quan hệ rõ ràng giữa hút thuốc và ung thư. Bằng chứng tiếp tục gắn kết vào những năm 1980, đã thúc đẩy hành động chính trị chống lại thực tiễn. Tỷ lệ tiêu thụ kể từ năm 1965 ở các nước phát triển đã đạt đỉnh hoặc giảm. Tuy nhiên, mức độ hút thuốc lá vẫn tiếp tục leo thang ở các nước đang phát triển.
Hút thuốc là phương pháp tiêu thụ thuốc lá phổ biến nhất và thuốc lá là chất phổ biến nhất được hút. Các sản phẩm nông nghiệp thường được trộn với các chất phụ gia  và sau đó được đốt cháy. Khói thuốc sau đó được hít vào và các hoạt chất được hấp thụ qua phế nang trong phổi hoặc niêm mạc miệng. Theo truyền thống, quá trình đốt cháy được tăng cường bằng cách bổ sung kali hoặc nitrat.   Nhiều chất trong khói thuốc lá kích hoạt các phản ứng hóa học ở đầu dây thần kinh, làm tăng nhịp tim, sự tỉnh táo  và thời gian phản ứng, trong số những thứ khác. Dopamine và endorphin được giải phóng, thường liên quan đến niềm vui của người hút. Từ năm 2008 đến 2010, thuốc lá được khoảng 49% nam giới và 11% phụ nữ từ 15 tuổi trở lên sử dụng ở mười bốn nước thu nhập thấp và trung bình (Bangladesh, Brazil, Trung Quốc, Ai Cập, Ấn Độ, Mexico, Philippines, Ba Lan, Nga, Thái Lan, Thổ Nhĩ Kỳ, Ukraine, Uruguay và Việt Nam), với khoảng 80% hút thuốc lá như là cách tiêu thụ phổ biến nhất. Khoảng cách giới có xu hướng ít rõ rệt hơn ở các nhóm tuổi thấp hơn.
Nhiều người hút thuốc bắt đầu trong thời niên thiếu hoặc giai đoạn mới trưởng thành. Trong giai đoạn đầu, sự kết hợp của niềm vui nhận thức đóng vai trò củng cố tích cực và mong muốn đáp ứng với áp lực xã hội có thể bù đắp các triệu chứng khó chịu khi sử dụng ban đầu, thường bao gồm buồn nôn và ho. Sau khi một người đã hút thuốc trong một vài năm, việc tránh các triệu chứng cai nghiện và củng cố tiêu cực trở thành động lực chính để tiếp tục hút.
Một nghiên cứu về trải nghiệm hút thuốc đầu tiên đối với học sinh lớp 7 đã phát hiện ra rằng yếu tố phổ biến nhất khiến học sinh hút thuốc là vì quảng cáo thuốc lá. Việc hút thuốc lá của cha mẹ, anh chị em và bạn bè cũng kích thích học sinh hút thuốc.

## Xem thêm

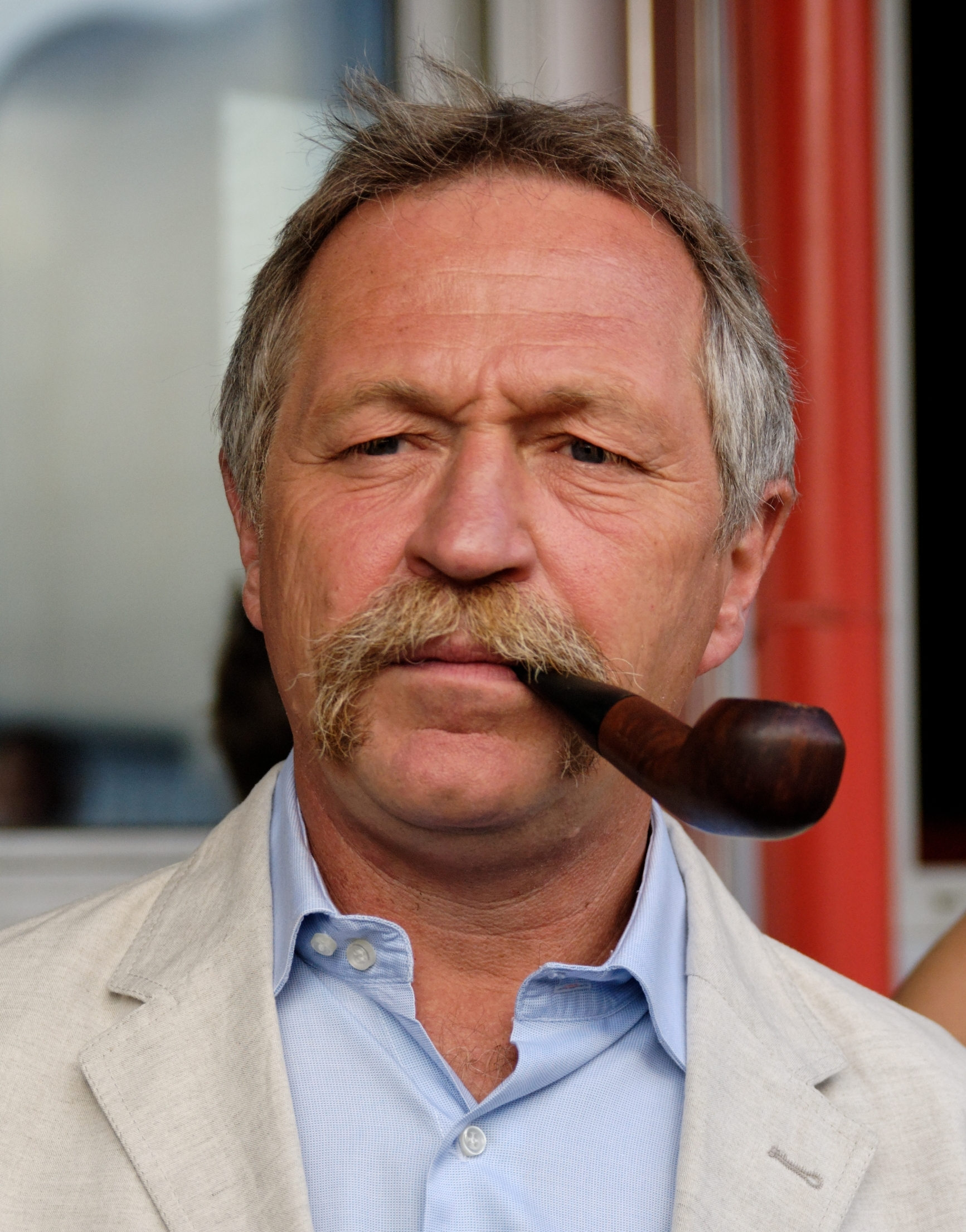
Jose Bove đang ngậm một tẩu thuốc